# Chaparralvireo
Chaparralvireo (Vireo bellii) är en liten amerikansk tätting i familjen vireor. Den förekommer i centrala och sydvästra USA söderut genom Centralamerika till Nicaragua.

## Kännetecken

### Utseende
Chaparralvireon är en liten (11,5-12,5 cm) och rätt färglös vireo med ett ljust vingband. Ovansidan är olivgrå och undersidan vitaktig. I ansiktet syns svagt tecknade "glasögon" och ett tunt ögonstreck. Näbben är relativt liten. Vanan att resa och sänka stjärten påminner om myggsnappares eller brunhättad skogssångares beteende.

### Läten
Sången är pratig och melodisk, vanligtvis avslutad med en subtil fras som i engelsk litteratur återges "cheedle jeeew". Lätena är rätt ljusa och nasala.

## Utbredning och taxonomi
Fågelns vetenskapliga artnamn hedrar den amerikanske taxidermisten och fältornitologen John Graham Bell (1812-1889). Den har på svenska tidigare kallats sumpvireo. Audubon tillskivs som artens auktor men det är oklart om det möjligen var Bell, som följde med honom under hans resa på Missourifloden på 1840-talet, som egentligen beskrev arten. 
Arten delas ofta upp i fyra underarter med följande utbredning:
- bellii-gruppen
  - Vireo bellii medius – häckar från sydvästra Texas till södra Durango och södra Coahuila; övervintrar så långt söderut som till Oaxaca
  - Vireo bellii bellii – häckar i centrala och södra USA; övervintrar från södra Mexiko till norra Nicaragua
- Vireo bellii arizonae – häckar i sydvästra USA; övervintrar från Baja och centrala Sonora till Colima
- Vireo bellii pusillus – häckar i torra områden i södra Kalifornien; övervintrar så långt söderut som Baja

## Ekologi
Chaparralvireon hittas främst i Salix- eller Prosopis-snår nära vatten. Den håller sig lågt i vegetationen där den plockar insekter och deras larver från lövverket. Fågeln bygger ett välkamouflerat bo som den intensivt försvarar mot inkräktare. Arten boparasiteras ibland av brunhuvad kostare. Den använder ofta giftsumak eller rankor som boplats.

## Status och hot
Fram till och med 2017 kategoriserade internationella naturvårdsunionen IUCN arten som nära hotad på basis av data som visar att den minskade relativt kraftigt i antal. Sedan 2018 behandlas den dock som livskraftig. Världspopulationen uppskattas till 4,5 miljoner individer.

## Namn
Fågelns vetenskapliga artnamn hedrar den amerikanska ornitologen John Graham Bell (1812-1889). På svenska har den tidigare kallats sumpvireo.